# 巴瑟倫鎮區 (印地安納州諾克斯縣)
巴瑟倫鎮區（英語：Busseron Township）是位於美國印地安納州諾克斯縣的一個行政鎮區。

## 地方資料
根據2010年美國人口普查的數據，巴瑟倫鎮區的面積為136.40平方千米，當中陸地面積為134.20平方千米，而水域面積為2.20平方千米。當地共有人口1393人，而人口密度為每平方千米10.21人。